# Ceyloria latissima
Ceyloria latissima är en insektsart som beskrevs av Andrej Vasiljevitj Gorochov 1996. Ceyloria latissima ingår i släktet Ceyloria och familjen syrsor. Inga underarter finns listade i Catalogue of Life.